# Hart Crane
Hart Crane (21. července 1899 – 27. dubna 1932) byl americký básník. Narodil se v Garrettsvillu v Ohiu a docházel na Východní střední školu v Clevelandu. Tu nedokončil a v roce 1916 odešel do New Yorku. Později žil mezi New Yorkem a Clevelandem a vystřídal několik zaměstnání, včetně práce v továrně svého otce. Knižně debutoval v roce 1926 sbírkou White Buildings (Bílé budovy), na které pracoval několik let. O čtyři roky později na ní navázal rozsáhlou básní The Bridge (Most). V roce 1931 získal Guggenheimovo stipendium a odešel do Mexika, kde pracoval na dalších básních. Při cestě zpět do USA skočil z lodi a utopil se. James Franco o něm v roce 2011 natočil film The Broken Tower.